# 圣玛利亚痛苦之母堂 (威尼斯)
圣玛利亚痛苦之母堂（Santa Maria della Pietà）又名圣母往见堂（della Visitazione）是意大利威尼斯城堡区的一座著名的教堂，位于斯拉夫人堤岸，距离总督宫仅几步之遥。

## 历史
现在的教堂建于1745 - 1760年，毗邻早期教堂，邻近痛苦之母孤儿院（Ospedale della Pietà）。它是由乔治·马萨里设计，1906年完成时，却没有设计在屋顶上的三个雕像，只有中间一个简单的十字架装饰。在入口上方是Marsili的大型浅浮雕“慈善”（1800年）。 
教堂内部是椭圆形的。天花板壁画是提埃波罗所绘的“力量与和平”和“信仰的胜利”，祭衣间是由同一位艺术家所画的三超德（1745年至1755年）。

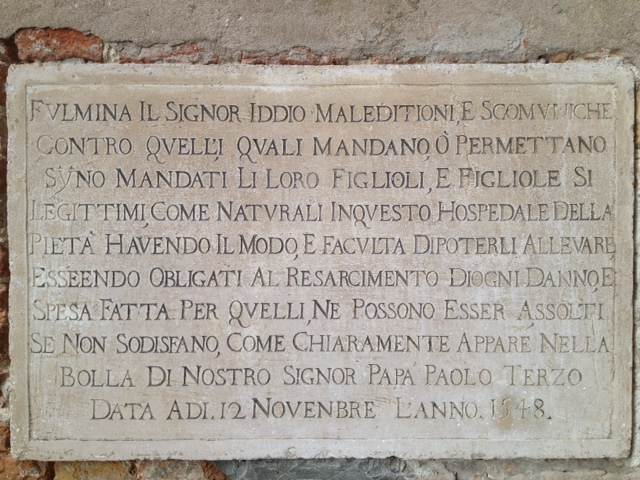
教堂外棄嬰輪盤上的石碑所寫明的絕罰罰則